# جون هولم (كاتب)
جون هولم (بالإنجليزية: John Hulme)‏ هو كاتب للأطفال وكاتب ومخرج أمريكي، ولد في 1970.

## وصلات خارجية
- جون هولم على موقع IMDb (الإنجليزية)
- جون هولم على موقع أول موفي (الإنجليزية)
- جون هولم على موقع قاعدة بيانات الفيلم (الإنجليزية)
- جون هولم على موقع كينوبويسك (الروسية)